# ポズヴォル条約
ポズヴォル条約またはポズヴォルの和約（ポーランド語: Traktat pozwolski）は、1557年9月14日にテッラ・マリアナのリヴォニア連盟とポーランド・リトアニアが結んだ和平条約。前者の領土が後者の保護下に置かれることになった。背景には、リヴォニア連盟内の抗争や、ポーランド王・リトアニア大公ジグムント2世アウグストによる軍事的な圧力があった。この条約はロシアのツァーリであるイヴァン4世の怒りを買い、リヴォニア戦争の発端となった。

## 背景
13世紀以降、リヴォニアの大部分はドイツ騎士団国の支配下にあった。1525年、ドイツ騎士団総長アルブレヒトがドイツ騎士団国の南側の領土をプロテスタント化・世俗化した。こうしてヨーロッパで初めて登場したプロテスタント国家プロイセン公国は、クラクフ条約に基づきポーランド・リトアニアの保護下に置かれた。アルブレヒトはリヴォニアでもプロテスタント化を進めようとしたが、これがリヴォニア連盟の反発と分裂を招いた。
1555年にアルブレヒトの弟であるリガ大司教ヴィルヘルム・フォン・ブランデンブルクが管轄域でルター派の教会法を施行しようとし、プロテスタントのクリストフ・ツー・メクレンブルクを協働司教に任じた。するとカトリック勢力は反乱を起こし、ヴィルヘルムとクリストフを捕縛した。

## 条約
デンマークがリヴォニア内の対立の調停にあたっていたが、ここにポーランド王・リトアニア大公でありアルブレヒトの保護者であるジグムント2世アウグストが横やりを入れた。ジグムント2世アウグストはヴィルヘルムやクリストフの解放と、リヴォニア連盟が自身の保護下に入ることを要求してきた。ジグムント2世アウグストは宣戦布告を行い、軍勢を召集し、1557年7月にリヴォニアに向けて出発した。こうした軍事的圧力を受けて、リヴォニア連盟は抵抗を諦め、9月14にポズヴォル（現リトアニア領パスヴァリース）近くのジグムント2世アウグストの陣営で3つの条約に調印した。

### 内容
3条約はいずれも、リヴォニアの諸身分とジグムント2世の間の関係に関するものだった。最初の2つは、神聖ローマ帝国が派遣してきた使節の仲介によるもので、9月5日に起草されていた。この条約により、ヴィルヘルムはすべての自由と以前有していた権利を回復し、大司教の座に復帰した。また3つ目の条約でリヴォニアはリトアニアとの関係を再建し、攻守同盟を結んだ。リヴォニア騎士団の新団長ヴィルヘルム・フォン・フュルシュテンベルクもこの同盟に騎士団として調印し、前の2条約についても、9月14日に他の騎士団員と共に批准した。

## その後
ポーランド・リトアニアとリヴォニアの同盟は、明らかにロシア・ツァーリ国を標的としていた。この地域を支配下に置こうとしていたロシアは、ポズヴォル条約を開戦事由と見なした。3月にノヴゴロド条約で対スウェーデン戦争を終結させ、リヴォニアを次の標的に定めていたイヴァン4世は、手始めにドルパットに服従を要求した。
イヴァン4世は、ポズヴォル条約で結ばれた同盟が実際に動き出す前を狙って戦争を仕掛けた。これがリヴォニア戦争 (1558年–1583年)の始まりであった。その結果、レヴァル (現タリン)はスウェーデンの保護下に入り、オーゼル島 (サーレマー島)はデンマーク＝ノルウェーに占領された。リヴォニア騎士団長ゴットハルト・ケトラーは、1561年にヴィルナ条約でロシアに占領されずに残った騎士団領を世俗化し、正式にジグムント2世に服従して、クールラント公を名乗った。